# Kemi centraltätort
Kemi centraltätort (finska: Kemin keskustaajama) är en tätort (finska: taajama) och centralort i Kemi stad (kommun) i landskapet Lappland i Finland. Tätorten omfattar även bebyggelse i Keminmaa kommun (bland annat centralorten Laurila) och Torneå stad. Vid tätortsavgränsningen den 31 december 2021 hade Kemi centraltätort 25 257 invånare och omfattade en landareal av 49,97 kvadratkilometer.